# Истан
Истан (на испански: Istán) е населено място и община в Испания. Намира се в провинция Малага, в състава на автономната област Андалусия. Общината влиза в състава на района (комарка) Коста дел Сол Оксидентал. Заема площ от 100 km². Населението му е 1486 души (по преброяване от 2010 г.). Разстоянието до административния център на провинцията е 78 km.